# Lorraine Bracco
Lorraine Bracco (Brooklyn, Nova York, 2 d'octubre de 1954) és una actriu estatunidenca que ha estat candidata als premis Oscar, Globus d'Or i Emmy i guanyadora del Premi del Sindicat d'Actors. És coneguda principalment pels seus papers de Karen Hill en Un dels nostres i Jennifer Melfi en la sèrie d'HBO The Sopranos.

## Biografia
Bracco va néixer al barri Bay Ridge de Brooklyn i va créixer a Hicksville (Long Island). És d'ascendència italiana per part del seu pare i la seva mare és anglesa. El 1974 es va mudar a França on es va convertir en model de Jean-Paul Gaultier. Parla anglès, francès i italià amb fluïdesa.

### The Soprano
Durant el procés de càsting dels Soprano, Bracco va ser triada per al paper de Carmela Soprano, però ho va rebutjar, ja que el paper podia ser similar al que ja havia fet abans en Un dels nostres com a esposa d'un gàngster. El paper de la psicòloga Jennifer Melfi seria un desafiament més important.

### Vida privada
Bracco s'ha casat i divorciat dues vegades. El seu primer matrimoni va ser amb Daniel Guerard a final dels anys 1970, fins a principis dels 80; després va començar una relació amb l'actor Harvey Keitel que va durar dotze anys. Després de la seva separació amb Keitel, el 1994 es va casar amb Edward James Olmos i es va divorciar el 2002. Té dos fills, Stella Keitel i Margaux Guerard.
Va ser propietària de "Bracco Wines", una marca de vins. Els vins van aparèixer al final de la primera temporada de Top Xef el 2006. Va ser convidada com a jurat durant els dos últims capítols.
El maig de 2007, va parlar en El Show de Oprah Winfrey sobre com va vèncer la depressió clínica, i va promocionar el seu llibre sobre el tema, On the Couch.

## Filmografia
- Someone to Watch Over Me (1987) - Ellie Keegan
- The Pick-up Artist (1987) - Carla
- Sea of Love (1989) - Denice Gruber (escenes eliminades)
- Canta (Sing) (1989) - Miss Lombardo
- The Dream Team (1989) - Riley
- Un dels nostres (Goodfellas) (1990) - Karen Hill
- Una rossa molt dubtosa (Swith) (1991) - Sheila Faxton
- Talent for the Game (1991) - Bobbie
- Medicine Man (1992) - Dr. Rau Crane
- Radio Flyer (1992) - Mary
- Traces of Red (1992) - Ellen
- Perdut en el temps (Being Human) (1993) - Anna
- Elles també es deprimeixen (Even Cowgirls Get the Blues) (1993) - Delores Del Ruby
- Getting Gotti (1994) - Diane Giacalone
- Hackers, pirates informàtics (Hackers) (1995) - Margo
- Diari d'un rebel (The Basketball Diaries) (1995) - Mrs. Carroll
- The Sopranos (1999-2007) - Dr. Jennifer Melfi (TV)
- Els nois de la meva vida (Riding in Cars with Boys) (2001) - Mrs. Teresa Donofrio
- My Suicidal Sweetheart (2005) - Sheila
- Son of Mourning (2009) - Leda
- Rizzoli & Isles (2010-2016) - Angela Rizzoli (sèrie de televisió)
- Pinotxo (Pinocchio) (2022)

## Premis

### Oscar
| Any  | Categoria                           | Pel·lícula      | Resultat |
| ---- | ----------------------------------- | --------------- | -------- |
| 1991 | Oscar a la millor actriu secundària | Un dels nostres | Nominada |